# 슬로베니아 국립미술관
슬로베니아 국립미술관(슬로베니아어: Narodna galerija Slovenije)은 슬로베니아 류블랴나에 소재한 국립 미술관이다. 오스트리아-헝가리가 해체되고 슬로벤인 크로아트인 세르브인국이 수립된 후 1918년에 설립되었다. 처음에는 류블랴나의 크레시야 궁전에 소장되어 있었지만 1925년에 현재 위치로 이전되었다.